# David Clarkson
David Clarkson (Bellshill, Escocia, 10 de septiembre de 1985), futbolista escocés. Juega de delantero y su actual equipo es el Bristol Rovers de la Football League Two de Inglaterra. 

## Selección nacional
Ha sido internacional con la Selección de fútbol de Escocia, ha jugado 2 partidos internacionales y ha anotado 1 gol.

## Clubes
| Club           | País       | Año       |
| -------------- | ---------- | --------- |
| Motherwell FC  | Escocia    | 2002-2009 |
| Bristol City   | Inglaterra | 2009-2011 |
| Brentford FC   | Inglaterra | 2011      |
| Bristol City   | Inglaterra | 2011-2012 |
| Bristol Rovers | Inglaterra | 2012-     |